# Fa jing
Fajin (dal cinese 發勁 che significa Emettere l'energia o lanciare l'energia), è un termine delle arti marziali cinesi a volte reso come forza esplosiva. È una parola cinese che si compone di due ideogrammi:
- 发 (Fa) che il dizionario traduce con inviare, spedire, mandare, lanciare, sparare o manifestarsi all'improvviso;
- 劲 (Jin o Jing) con forza, vigore, energia, forte, robusto, vigoroso.

In Wade-Giles è scritto fa ching o fa chin.
Questo termine indica i metodi di emissione dell'energia tipici delle arti marziali cinesi, in particolare è spesso associato alla pratica del Taijiquan e del Bājíquán.

## Il Fajin ed il Taijiquan
Nella pratica del taijiquan è più una descrizione che una tecnica, indicando genericamente un improvviso rilascio di energia ottenuto dal movimento coordinato di tutto il corpo: ogni tecnica può esprimere il fa jing, non solo calci, pugni, gomitate e ginocchiate, ma anche prese, leve e proiezioni. Essenziale è la padronanza delle tecniche del chan si gong.
Il Fajin si rilascia durante l'espirazione in modo quasi inconscio. Tale tecnica è contemplata  nelle forme di allenamento della scuola Chen come la Lao Jia Pao Chui (antica intelaiatura, pugno cannone, una delle due forme originarie Chen),  mentre nella scuola Yang, specie per chi ha il lignaggio diretto da Yang Shaohou il fajing viene inserito in alcune tecniche sia per rilasciare l'energia accumulata sia per abituarsi al suo utilizzo.